# Mesembryanthemum serotinum
Mesembryanthemum serotinum är en isörtsväxtart som först beskrevs av Harriet Margaret Louisa Bolus, och fick sitt nu gällande namn av Klak. Mesembryanthemum serotinum ingår i Isörtssläktet som ingår i familjen isörtsväxter. Inga underarter finns listade i Catalogue of Life.